# Úplazíky
Úplazíky jsou přírodní rezervace v katastrálním území obce Zuberec v okrese Tvrdošín v Žilinském kraji na Slovensku. Území bylo vyhlášeno v roce 1974 a jeho rozloha je 31,19 hektaru. Předmětem ochrany jsou zachovalá lesní společenstva, skalní vápnomilná vegetace a geomorfologické útvary severní rozsochy Sivého vrchu.